# 谭本仲
谭本仲（1963年8月—），湖南省澧县人，原中华人民共和国政治人物。

## 生平
1963年8月，谭本仲出生在湖南省澧县。1979年11月，谭本仲进入澧县码头铺镇人民政府工作，次年9月转入中共澧县县委组织部工作，1983年4月加入中国共产党。1984年9月，谭本仲进入湖南省广播电视大学（今湖南开放大学）党政干部专修科学习，1986年9月回到中共澧县县委组织部。1990年5月调入中共常德市委组织部工作，先后出任研究室副科级研究员，研究室副主任，主任，指导科科长。2000年1月，谭本仲出任中共临澧县委常务委员、县委办公室主任，2002年5月升任县委副书记，2006年11月兼任代理县长，2007年3月正式兼任县长。2009年8月，谭本仲调任常德市纪委副书记、市政府党组成员、市监察局局长。2011年12月，谭本仲调任中共汉寿县委书记。2015年4月转任中共石门县委书记（副厅级），直到2020年11月。

### 落马
2020年6月，谭本仲涉嫌“严重违纪违法”接受湖南省纪委监委纪律审查和监察调查。11月30日，谭本仲遭到开除党籍、开除公职（双开）处分。12月18日，湖南省人民检察院依法以涉嫌受贿罪对谭本仲决定逮捕。
2021年1月20日，谭本仲涉嫌受贿罪一案由湘潭市人民检察院依法向湘潭市中级人民法院提起公诉。3月26日，湘潭市中级人民法院公开开庭审理了谭本仲受贿一案，自2008年至2020年，谭本仲任职期间收受个人和单位共计折合人民币9539.2678万元，其中既遂6384.9058万元，未遂3154.362万元。谭本仲就职的地方，当地人称呼他“谭包头”，因其对地方项目进行“提篮子”，由他的“关系户”掌控承揽、采购和开发权力。
2022年12月，中央纪委国家监委宣布“10起违反中央八项规定精神典型问题进行公开通报”，谭本仲判处无期徒刑，剥夺政治权利终身，并且处没收个人全部财产。